# All Star Perche 2025
 (avril 2025).
Si vous disposez d'ouvrages ou d'articles de référence ou si vous connaissez des sites web de qualité traitant du thème abordé ici, merci de compléter l'article en donnant les références utiles à sa vérifiabilité et en les liant à la section « Notes et références ».
 (avril 2025).
Motif : Sources attestant de la notoriété ?
- Archive Wikiwix
- Bing
- Cairn
- DuckDuckGo
- E. Universalis
- Gallica
- Google
- G. Books
- G. News
- G. Scholar
- Persée
- Qwant
- (zh) Baidu
- (ru) Yandex
- (wd) trouver des œuvres sur Wikidata

| 1. | Préciser le motif de la pose du bandeau. | Précisez le motif de la pose du bandeau en utilisant la syntaxe suivante : {{admissibilité à vérifier\|date=mai 2025\|motif=remplacez ce texte par le motif}}                             |
| 2. | Informer les utilisateurs concernés.     | Pensez à avertir le créateur de l'article, par exemple, en insérant le code ci-dessous sur sa page de discussion : {{subst:avertissement admissibilité à vérifier\|All Star Perche 2025}} |

Navigation
Édition 2024
Le All Star Perche 2025 est la 10e édition du meeting de la compétition d'athlétisme en salle de saut à la perche du même nom. Elle a lieu le vendredi 28 février 2025 à Clermont-Ferrand, en Auvergne-Rhône-Alpes (France). 

## Déroulement
La compétition est remportée chez les hommes par le Suédois Armand Duplantis, qui bat son record du monde pour la onzième fois, en passant les 6,27 m, ; tandis que chez les femmes, c'est la Suissesse Angelica Moser qui gagne le concours avec une performance à 4,76 m.
Le Grec Emmanouil Karalis porte le record national de Grèce à 6,02 m tandis que le Français Renaud Lavillenie amène le record du monde masters à 5,91 m. Pour la première fois de l'histoire, six sauteurs ont franchi 5,91 m dans ce concours.

## Légende du tableau
- m : mètres

Records et Performances
- AR : Record continental (area record)
- CR : Record des championnats (championship record)
- MR : Record du meeting (meet record)
- NR : Record national (national record)
- OR : Record olympique (olympic record)
- PR : Record paralympique (paralympic record)
- PB : Record personnel (personal best)
- SB : Meilleure performance personnelle de la saison (season's best)
- WL : Meilleure performance mondiale de l'année (world leader)
- WJR : Record du monde junior (world junior record)
- WR : Record du monde (world record)

Circonstances et Conditions
- DNF : N'a pas terminé (did not finish)
- DNS : N'a pas pris le départ (did not start)
- DQ : Disqualification (disqualification)
- NM : Aucun essai valable enregistré (No Mark)
- Q : Qualifié « directement » au prochain tour (ou à la prochaine compétition), lors d'une compétition majeure, grâce au classement ou à la réalisation des minima (automatic qualifier)
- q : Qualifié au prochain tour (ou à la prochaine compétition), lors d'une compétition majeure, grâce au repêchage ou à la réalisation de l'une des meilleures performances parmi celles des « non qualifiés directement » (grâce au meilleur temps ou à la meilleure distance par exemple) (secondary qualifier)

## Résultats
| Rang               | Nom               | Nationalité | 5,55 m | 5,65 m | 5,75 m | 5,85 m | 5,91 m | 5.97 m | 6,02 m | 6,07 m | 6.27 m | Marque | Notes |
| ------------------ | ----------------- | ----------- | ------ | ------ | ------ | ------ | ------ | ------ | ------ | ------ | ------ | ------ | ----- |
| Médaille d'or      | Armand Duplantis  | Suède       | -      | O      | -      | -      | O      | -      | O      | O      | O      | 6,27 m | WR    |
| Médaille d'argent  | Emmanouil Karalis | Grèce       | -      | O      | -      | O      | O      | -      | O      | X      |        | 6,02 m | NR    |
| Médaille de bronze | Kurtis Marschall  | Australie   | O      | -      | XO     | O      | O      | -      | XXX    |        |        | 5,91 m | SB    |
| 4                  | Thibaut Collet    | France      | -      | O      | O      | XXO    | O      | -      | XXX    |        |        | 5,91 m | SB    |
| 5                  | Baptiste Thiery   | France      | O      | -      | O      | XO     | XO     | -      | XXX    |        |        | 5,91 m | PB    |
| 6                  | Renaud Lavillenie | France      | XO     | -      | XXO    | O      | XXO    | -      | XXX    |        |        | 5,91 m | SB    |
| 7                  | Ersu Sasma        | Turquie     | O      | -      | O      | XXO    | XXX    |        |        |        |        | 5,85 m |       |
| 8                  | Ben Broeders      | Belgique    | XO     | XO     | XO     | XXX    |        |        |        |        |        | 5,75 m |       |
| 9                  | Anthony Ammirati  | France      | O      | XXX    |        |        |        |        |        |        |        | 5,55 m |       |

| Rang               | Nom                | Nationalité | 4,35 m | 4,50 m | 4,60 m | 4,70 m | 4,76 m | 4,81 m | Marque | Notes |
| ------------------ | ------------------ | ----------- | ------ | ------ | ------ | ------ | ------ | ------ | ------ | ----- |
| Médaille d'or      | Angelica Moser     | Suisse      | -      | O      | XO     | XXO    | XO     | XXX    | 4,76 m | SR    |
| Médaille d'argent  | Marie-Julie Bonnin | France      | -      | XO     | XXO    | O      | XXX    |        | 4,70 m | PB    |
| Médaille de bronze | Roberta Bruni      | Italie      | O      | O      | XO     | XXO    | XXX    |        | 4,70 m | SB    |
| 4                  | Elina Lampela      | Finlande    | O      | O      | XXO    | XXX    |        |        | 4,60 m | SB    |
| 5                  | Amálie Švábíková   | Tchéquie    | -      | O      | XXX    |        |        |        | 4,50 m |       |
| 6                  | Kitty Friele Faye  | Norvège     | XO     | XO     | XXX    |        |        |        | 4,50 m |       |
| 7                  | Alix Dehaynain     | France      | XO     | XXX    |        |        |        |        | 4,35 m |       |